# دزیره کتلر
دزیره کتلر (انگلیسی: Désiré Keteleer; ۱۳ ژوئن ۱۹۲۰ – ۱۷ سپتامبر ۱۹۷۰) دوچرخه‌سوار اهل بلژیک بود.